# 283ª Squadriglia
La 283ª Squadriglia fu un reparto attivo nel Corpo Aeronautico del Regio Esercito (Prima guerra mondiale).

## Storia

### Prima guerra mondiale
Il 22 ottobre 1917 nasce la 19ª Sezione FBA del Porto di Siracusa, nel molo Zanogora, al comando del Tenente Aldo Bergonzi che dispone di altri 2 piloti, arrivano 4 FBA Type H dalla 1ª Squadriglia Idrovolanti.
Il 25 gennaio 1918 il comando passa al Tenente Guido La Rovere che dispone di 6 FBA, il 23 marzo La Rovere ha un incidente di volo ed il comando interinale va al Sottotenente Angelo Panarello ed l'8 maggio il comando passa al Ten. Giovanni Torchio.
Il 12 maggio avvistano ed attaccano un sommergibile con bombe da 162 mm ed il 30 maggio la 283ª Squadriglia dispone di 4 FBA.
In giugno dispone di solo un velivolo operativo per la scarsa qualità del compensato ed allora arriva ad avere 6 FBA in forza.
Il 31 luglio viene avvistato un sommergibile a Capo Santa Croce di Augusta (Italia) che viene attaccato da 3 idrovolanti con 7 bombe inglesi da 100 libbre e 2 da 162 mm.
Il 7 agosto lanciano 2 bombe da 100 libbre su un sommergibile ed il 15 agosto dispone di 6 piloti per un FBA operativo.
Al termine della guerra dispone di 6 piloti e nel gennaio 1919 viene sciolta.
Nel conflitto ha svolto 584 missioni delle quali 28 nel 1917.

### Seconda guerra mondiale
La 283ª Squadriglia Aerosiluranti viene ricreata nel luglio 1941. Tra i suoi piloti di S.M.79 Sparviero, vi era Francesco Aurelio Di Bella che ebbe il suo debutto operativo il 23 luglio quando 12 S.M.79 attaccarono nel Mediterraneo occidentale il convoglio britannico Substance diretto da Gibilterra verso Malta. L'aereo di Di Bella lanciò un siluro che colpì l'incrociatore leggero HMS Manchester  danneggiandolo gravemente.
Il 27 settembre partecipò ai tentativi di attacco contro il convoglio Halberd, tutti sventati dall'intervento dei caccia Fairey Fulmar di scorta.
Tra i suoi piloti vi era anche Guido Focacci che il 24 ottobre 1941 si distinse per aver affondato con un siluro il piroscafo Empire Guillemot al largo dell'isola di La Galite, nel corso del 1942 prese parte alle battaglie di mezzo giugno e mezzo agosto ed agli attacchi contro i convogli alleati nelle rade di Algeri e Bougie.
Il 22 marzo 1942 partecipò alla Seconda battaglia della Sirte, e Di Bella rivendica un siluro a segno su un incrociatore inglese, azione compiuta assieme al velivolo del tenente Roberto Cipriani.

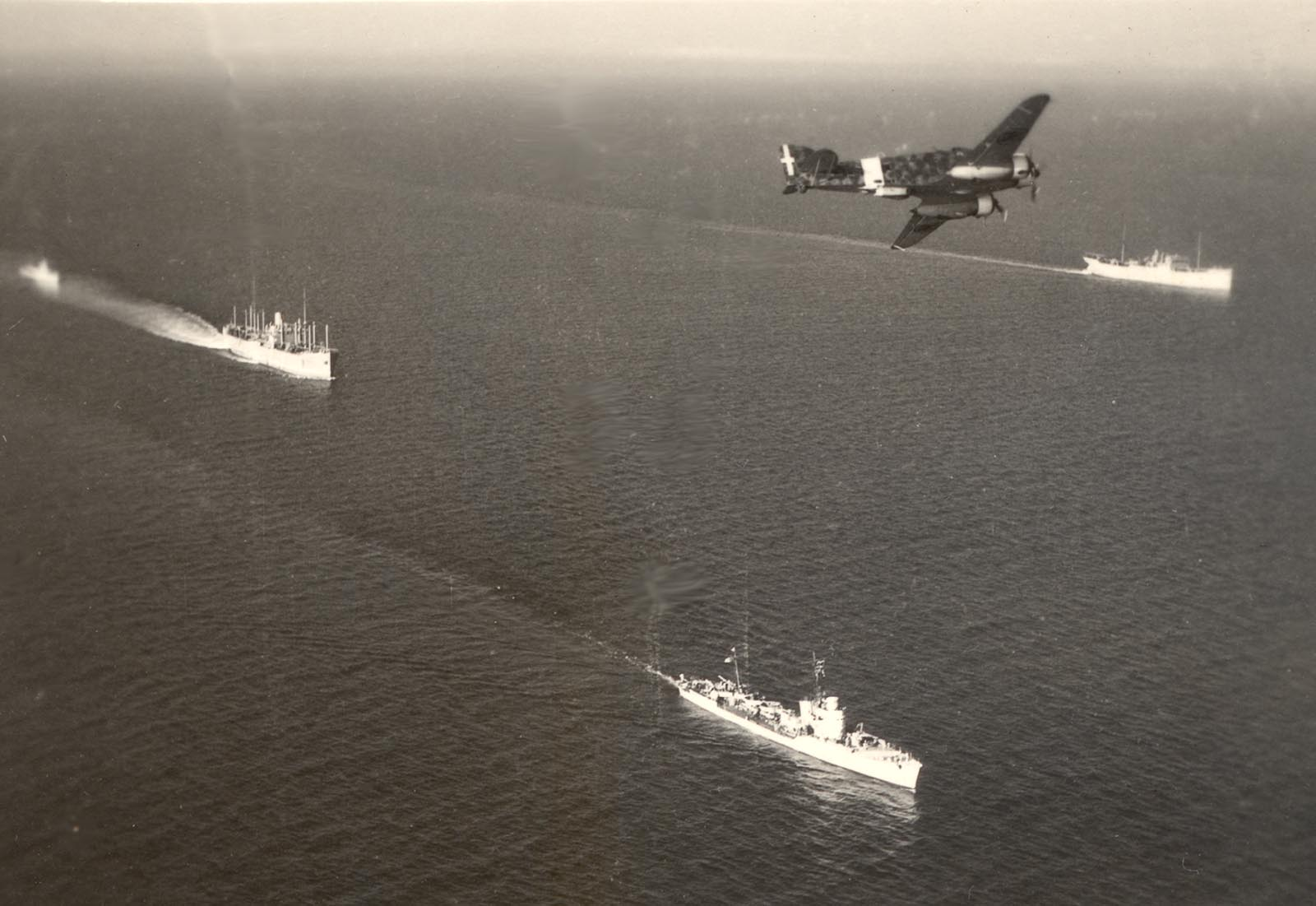
Un S.M.79 sorvola un convoglio

Nella Battaglia di mezzo agosto compie azioni contro il convoglio Pedestal tra il 12 e 13 agosto 1942.